# Scandinavian Touring Car Championship
Scandinavian Touring Car Championship w skrócie STCC – seria wyścigów samochodów turystycznych powstała w 2010 roku poprzez połączenie serii Swedish Touring Car Championship i Danish Touring Car Championship.

## Mistrzowie
| Sezon | Kierowca             | Samochód            | Zespół                      |
| ----- | -------------------- | ------------------- | --------------------------- |
| 2010  | Robert Dahlgren      | Volvo C30           | Polestar Racing             |
| 2011  | Rickard Rydell       | Chevrolet Cruze     | Chevrolet Motorsport Sweden |
| 2012  | Johan Kristoffersson | Volkswagen Scirocco | Volkswagen Team Biogas      |
| 2013  | Thed Björk           | Volvo S60           | Volvo Polestar Racing       |
| 2014  | Thed Björk           | Volvo S60           | Volvo Polestar Racing       |